# Barrage de Merdjet El Feïat
Le barrage de Merdjet El Feïat ou barrage de Oued Amara est une retenue d'eau de la Basse Kabylie de Djurdjura (ou l'actuelle wilaya de Boumerdès en Kabylie, Algérie), qui se situe au sud de la ville de Djinet, ville nodale de Kabylie, rattachée à la wilaya de Boumerdès.
Le Barrage de Merdjet El Feïat est l'un des 65 barrages opérationnels en Algérie alors que 30 autres sont en cours de réalisation en 2015.

## Géographie

### Localisation
Le barrage de Merdjet El Feïat est situé au centre de plusieurs villages au sud de la ville de Djinet.

## Histoire
La plaine d'Issers a toujours souffert du manque d'irrigation avant 1957.
En effet les puits ont de tout temps été forés dans la plaine et servaient aux cultures avec des sources qui déversaient leur eau dans les parcelles de culture maraîchère.
C'est ainsi qu'est venue l'idée originale d'implanter des lacs collinaires sur les flancs accidentés du massif des Issers pour capter cette eau des ruisseaux.
Chaque lac collinaire est un réservoir artificiel de 30 000 à 80 000 m3 alimenté par les eaux de ruissellement d'un bassin versant qui surplombe la plaine des Issers, pour occuper un fond de vallée d'une superficie de 30 à 100 hectares
Tout petits, ces lacs permettent seulement une irrigation d'appoint qui prolonge d'un ou deux mois la saison humide et peut sauver les cultures en année anormalement sèche.
C'est ainsi que deux petits barrages ont été édifiés, à la fin de 1959, dans les collines bordières de la ville d'Issers.
Le barrage d'El Allal, au sud d'Issers, retient 60 000 m3 et arrose 40 hectares à raison de 1 500 m3/an par hectare.
Quant au barrage de Merdjet El Feïat sur l'Oued Amara près de Djinet, et près des 35 villages des Ouled Smir, il retient 50 000 m3 et arrose 20 hectares à raison de 2 500 m3/an par hectare.